# Leptothorax mortoni
Leptothorax mortoni är en myrart som först beskrevs av Carlos Guillermo Aguayo 1937.  Leptothorax mortoni ingår i släktet smalmyror, och familjen myror. Inga underarter finns listade i Catalogue of Life.